# Falácia patética
A expressão falácia patética é um termo literário para a atribuição da emoção e conduta humana a coisas encontradas na natureza que não são humanas. É um tipo de personificação que ocorre nas descrições poéticas, quando, por exemplo, as nuvens parecem sombrias, quando as folhas dançam ou quando as rochas parecem indiferentes. O crítico cultural britânico John Ruskin cunhou o termo no volume 3 de sua obra, Modern Painters (1856). 

## História da frase
Ruskin cunhou o termo falácia patética para atacar o sentimentalismo que era comum à poesia do final do século 18, e que era desenfreado entre poetas como Burns, Blake, Wordsworth, Shelley e Keats. Wordsworth apoiou esse uso da personificação baseada na emoção, afirmando que "os objetos... derivam sua influência não de propriedades inerentes a eles... objetos."  No entanto, Tennyson, em sua própria poesia, começou a refinar e diminuir tais expressões, e introduziu uma ênfase no que poderia ser chamado de comparação mais científica de objetos em termos de percepção sensorial. A velha ordem estava começando a ser substituída pela nova assim que Ruskin abordou o assunto e o uso da falácia patética começou a desaparecer nitidamente. Como crítico, Ruskin provou ser influente e é creditado por ter ajudado a refinar a expressão poética. 
O significado do termo mudou significativamente da ideia que Ruskin tinha em mente.  A definição original de Ruskin é "falsidade emocional", ou a falsidade que ocorre nas percepções de alguém quando influenciada por emoções violentas ou intensificadas. Por exemplo, quando uma pessoa está desequilibrada pela dor, as nuvens podem parecer mais escuras do que são, ou talvez tristes ou talvez até indiferentes. 
Houve outras mudanças na frase de Ruskin desde que ele a cunhou: A definição particular que Ruskin usou para a palavra falácia tornou-se obsoleta. A palavra hoje em dia é definida como um exemplo de raciocínio falho, mas para Ruskin e escritores do século 19 e anteriores, falácia poderia ser usada para significar simplesmente uma "falsidade".  Da mesma forma, a palavra patético significava simplesmente para Ruskin 'emocional' ou 'pertencente à emoção'. 
Deixando de lado as intenções originais de Ruskin, e apesar dessa 'estrada rochosa' linguística, a frase de duas palavras sobreviveu, embora com um significado significativamente alterado. 

## Exemplos do significado original de Ruskin
Em seu ensaio, Ruskin demonstra seu significado original, oferecendo linhas de um poema  :
Eles a remaram pela espuma rolante...

A espuma cruel e rastejante... 
Ruskin então aponta que “a espuma não é cruel, nem rasteja. este uso da falácia patética:
Agora, enquanto vemos que o sentimento é verdadeiro, perdoamos, ou mesmo nos agradamos, a confessada falácia da visão que ela induz: ficamos satisfeitos, por exemplo, com essas linhas ... acima citadas, não porque eles descrevem falaciosamente a espuma, mas porque descrevem fielmente a tristeza. 
Ruskin pretendia que a falácia patética também pudesse se referir a qualquer qualidade falsa: como na descrição de um açafrão como "ouro", quando a flor é, segundo Ruskin, cor de açafrão. 

A seguir, uma estrofe do poema "Maud" (1855) de Alfred, Lord Tennyson , demonstra o que John Ruskin, em Modern Painters , disse ser um exemplo "excelente" do uso da falácia patética : 
Caiu uma lágrima esplêndida
 Da flor da paixão no portão.
Ela está vindo, minha pomba, minha querida;
 Ela está vindo, minha vida, meu destino.
A rosa vermelha grita: "Ela está perto, ela está perto";
 E a rosa branca chora: "Ela está atrasada";
O esporão escuta: "Eu ouço, eu ouço";

 E o lírio sussurra: "Eu espero". (Parte 1, XXII , 10) 

## Ciência
Na ciência, o termo falácia patética é usado de forma pejorativa para desencorajar o tipo de discurso figurativo em descrições que podem não ser rigorosamente precisas e claras, e que podem transmitir uma falsa impressão de um fenômeno natural. Um exemplo é a frase metafórica "A natureza abomina o vácuo", que contém a sugestão de que a natureza é capaz de abominar algo. Existem maneiras mais precisas e científicas de descrever a natureza e os vácuos. 
Outro exemplo de uma falácia patética é a expressão: "O ar odeia estar cheio e, quando comprimido, tentará escapar para uma área de menor pressão". Não é correto sugerir que o ar "odeie" qualquer coisa ou "tente" fazer qualquer coisa. Uma maneira de expressar as idéias que fundamentam essa frase de uma maneira mais científica pode ser encontrada e descrita na teoria cinética dos gases : a efusão ou movimento em direção a uma pressão mais baixa ocorre porque as moléculas de gás desobstruídas se tornarão mais uniformemente distribuídas entre alta e baixa pressão. zonas, por um fluxo da primeira para a segunda.  